# Mitridate III di Partia
Mitridate (... – 80 a.C.), chiamato nella storiografia moderna Mitridate III, è stato un sovrano partico.
Come per altri sovrani partici, quali Arsace IV e Arsace X, anche l'esistenza di Mitridate III non è esplicitamente attestata nelle fonti storiografiche antiche, bensì ipotizzata dagli storici odierni.

## Biografia
Di Mitridate si ignora la data di nascita; sarebbe stato figlio di Mitridate II e fratello di Gotarze I. A quest'ultimo succedette sul trono il figlio Orode I.
Secondo Gholamreza F. Assar, alla morte di suo fratello Gotarze, Mitridate avrebbe usurpato il trono a danno del nipote Orode. Nell'agosto/settembre dell'80 a.C., Mitridate III fu detronizzato a Babilonia, finendo poco dopo espulso anche da Susa per opera di Orode. Mitridate III potrebbe essere sopravvissuto a questo evento riuscendo a fuggire a nord, dove continuò a combattere fino alla morte l'anno successivo.
Altri studiosi, tuttavia, non ritengono plausibile l'esistenza di Mitridate III negli anni 80 a.C. Secondo Shayegan, l'esistenza di anti-re come Mitridate III durante questo periodo storico «si basa principalmente su prove numismatiche, trovando invece scarso sostegno nelle fonti letterarie e documentarie e potendo venire contraddetta da un'interpretazione divergente della monetazione del periodo». Shayegan dedusse che Gotarze I regnò fino alla sua morte nell'80 circa a.C., con il suo successore che fu Orode I.